# مورس (شراب)
مورس (بالروسية: морс) هو شراب فاكهة روسي غير غازي. يُحضر من ثمار التوت، وبشكل رئيسي من عنب الثور والتوت البري (وفي بعض الأحيان التوت الأزرق أو الفراولة أو توت العليق أو الغاسول)، يتم إعداده عن طريق غلي ثمار التوت مع السكر أو عن طريق خلط العصير النقي مع الماء المحلى.

## التاريخ
تم ذكر الشراب لأول مرة في القرن السادس عشر في كتاب «دوموستروي» (Домострой) مع تعليمات حول كيفية إعداده، ولكن من المحتمل أن يكون موجوداً بفترة أطول قبل ذلك.

## طريقة التحضير
يوضع التوت والماء في قدر على الناء ويترك حتى يغلي، ثم يغُطى المزيج ويترك ليطهى لمدة خمس دقائق تقريباً. بعد أن يُطهى يتم تمرير السائل من خلال مصفاة أو غربال إلى وعاء للتخلص من البذور والشوائب المختلفة. يصب السائل مرةً أخرى في القدر ويضاف إليه السكر والقليل من عصير الليمون، يطهى المزيج على نار خفيفة مع التحريك المستمر ثم يُرفع من على النار. يُترك الشراب ليبرد، ويقدم مع الثلج.

## الإنتاج الحديث
تستخدم بعض الماركات التجارية الحديثة العصائر المخمرة المخلوطة مع القطر ومياه الشرب. قد تُستخدم أحياناً مستخلصات الفاكهة بدلا من العصير مع إضافة مستخلصات عطرية وأحماض طعام عضوية وسكريات وأصباغ غذائية ومياه شرب.